# The Rutles: All You Need Is Cash
The Rutles: All You Need Is Cash (Vše co potřebuješ, jsou prachy) je britský parodický dokument (tzv. mokument) o hudební skupině The Rutles, což je svou tvorbou i (fiktivní) historií nepokrytá parodie na The Beatles. Film vytvořili zejména Eric Idle (scénář) a Neil Innes (písně), oba si také zahráli hlavní role. Na výrobě se podílel i George Harrison, skutečný člen Beatles. V malých rolích se objevili také další známí muzikanti (Mick Jagger, Ron Wood, Paul Simon) a řada komiků ze Saturday Night Live (Dan Aykroyd, John Belushi, Bill Murray).

## Osoby a obsazení
- Ron Špína (Ron Nasty) – parodie na Johna Lennona, hrál ho frontman a skladatel kapely Neil Innes;
- Dirk McFofrey (Dirk McQuickly) – parodie na Paula McCartneyho, představitelem ve filmu byl Eric Idle (písničky nazpíval Ollie Halsall);
- Stig O'Haro (Stig O'Hara) – parodie na George Harrisona, hrál ho Ricky Fataar;
- Barry Blem (Barry Wom) (rodným jménem Barrington Blemblem – Barrington Womble) – parodie na Ringa Starra, hrál ho John Halsey
- průvodce dokumentem – Eric Idle (jedna z jeho několika rolí ve filmu)
- Čista (Chastity) – parodie na Yoko Ono, hrála ji Gwen Taylor (hrála také další malou roli)
- Mick Jagger, Paul Simon – hráli sami sebe
- Martini, Dirkova žena – Bianca Jagger
- Ron Krach (Ron Decline) – parodie na Allena Kleina, hrál ho John Belushi
- Leggy Mountbatten – parodie na Briana Epsteina, hrál ho Terence Bayler
- mluvčí společnosti Rutle Corps (parodie na Apple Corps) – Michael Palin
- reportér – George Harrison
- „Káčko“ Bill Murray (Bill Murray the K) – Bill Murray
- chodkyně na newyorské ulici – Gilda Radner
- Brian Thigh, agent vydavatelství, který odmítl Rutles (narážka na vydavatelství Decca) – Dan Aykroyd
- Roger McGough, člověk, který znal Rutles – hrál sám sebe

## Multimedia
- Complete Film "All you need is cash"